# Gyilkosság a villában
A Gyilkosság a villában (eredeti címe: Up at the Villa) egy 2000-ben bemutatott brit romantikus bűnügyi filmdráma, amelyet Philip Haas rendezett. A forgatókönyvet William Somerset Maugham novellája alapján Belinda Haas készítette. A produkció főszerepében Kristin Scott Thomas, Sean Penn, Anne Bancroft és James Fox.
A film premierjét 2000. április 14-én mutatták be az Egyesült Királyságban, az első magyar bemutató időpontjáról nincs elérhető adat. A produkcióhoz magyar szinkron készült a TV2 megbízásából.

## Cselekmény
A fiatal és vonzó özvegy, Mary Panton, 1938-ban nem sokkal a második világháború kitörése előtt Firenzében él. Mary részt vesz San Ferdinando hercegnő által szervezett számos társasági estén, ahol sok férfi pályázik Mary kegyeire. Ezen férfiak egyike, Sir Edgar Swift, Bengália leendő kormányzója, meg is kéri Mary a kezét. A nő néhány nap gondolkodási időt kér. Mielőtt Edgar többnapos üzleti útra indul, Marynek odaadja pisztolyát, hogy vészhelyzetben meg tudja védeni magát.
Amíg a férfi távol van, a nős playboy Rowley Flint az asztalszomszédja, aki egyértelmű közeledést tesz a nő felé. Mary egyedül az osztrák menekült Karl udvarlásának enged, és vele tölti az éjszakát. Amikor a lány bevallja, hogy nem szereti a férfit, Karl lelövi magát Edgar pisztolyával. Mary kétségbeesésében Rowley Flintet hívja segítségül. A nő nem akarja értesíteni a rendőrséget, mert külföldiként a fasizmus idején a katonaság különleges megfigyelése alatt áll, és fennáll a veszélye, hogy a legkisebb vétség esetén is kitoloncolják.
Rowleyval együtt elviszik Karl holttestét egy távoli vidéki helyre, a fegyvert pedig Rowley magával viszi hogy szakszerűen megtisztíttassa, eltűntetve a nyomokat. Azonban a rendőrség egy rutinellenőrzés során megtalálja nála a fegyvert, és Rowleyt letartóztatják. Bár a férfit bántalmazzák, de kitartó hallgatása miatt Marynek nem esik bántódása.
Marynek sikerül elérnie, hogy Rowley-t szabadon engedjék, mikor a rendőrfőnök kényes helyzetéről talál egy dokumentumot. Másnap este Edgar visszatér az útjáról, és arra számít, hogy Mary elfogadja a házassági ajánlatát. Bár Mary így szándékozik tenni, először mindent elmond Edgarnak. A körülmények ellenére Edgar nem lát okot a különválásra, de nem készül többé magas hivatali pozícióra.
Mary nem bírja elviselni a gondolatot, hogy leendő férje karrierjének útjában álljon, és különválást javasol, így Edgar Swift csalódottan távozik. Néhány nappal később Mary is elhagyja a bérelt villát, és hazautazik Londonba. A vonaton újra találkozik Rowleyval, aki éppen Párizsba tart, és meghívja őt egy italra.

## Szereplők
| Szerep                  | Színész              | Magyar hangja      |
| ----------------------- | -------------------- | ------------------ |
| Mary Panton             | Kristin Scott Thomas | Götz Anna          |
| Rowley Flint            | Sean Penn            | Crespo Rodrigo     |
| San Ferdinando hercegnő | Anne Bancroft        | Földi Teri         |
| Sir Edgar Swift         | James Fox            | Versényi László    |
| Karl Richter            | Jeremy Davies        | Dévai Balázs       |
| Lucky Leadbetter        | Derek Jacobi         | Pusztaszeri Kornél |
| Beppino Leopardi        | Massimo Ghini        | Selmeczi Roland    |

## Fogadtatás

### Kritikai visszhang
A film vegyes fogadtatásra lelt. A Rotten Tomatoeson 45%-os minősítést ért el 60 értékelés alapján, az összefoglaló szerint: „A gyenge forgatókönyv és a céltalan cselekmény megakadályozza, hogy a film lekösse a nézőket.” Mike Clark a USA Todaytől azt írta: „Az újdonság értéke miatt rosszabb is lehetne Sean Penn-t látni egy ritka estélyi ruhában a vásznon, de ez nem olyan látvány, amihez két óra szükséges.” Jay Carr a Boston Globe-tól azt írta: „Megvan minden stílusa, ami a dicsőséges toszkán beállításokhoz kell.” Roger Ebert szerint „Kristin Scott Thomas zseniális”.
A MetaCritic 57 pontot adott a 100-ból 31 vélemény alapján. Michael Wilmington a Chicago Tribune-tól azt írta: „Ez egy remek sztori - egy csiszolt történet tele vágyakozással és kétségbeeséssel.” 
Desson Thompson a Washington Posttól azt írta: „W. Somerset Maugham regényének mérsékelten tetszetős adaptációja.”

### Bevétel adatai
A Box Office Mojo szerint a film 3,7 millió dolláros bevételt ért el, a költségvetésről nincs adat.